# Список олимпийских медалистов по санному спорту
Санный спорт впервые был включён в программу зимних Олимпийских игр в 1964 году, став своеобразной заменой исключённому скелетону, первые соревнования состоялись на трассе австрийского Инсбрука. Программа изначально состояла из трёх дисциплин: мужские одноместные сани, женские одноместные сани и мужские двухместные сани. Интересно, что санный спорт — один из немногих, в которых мужчины и женщины начали соревноваться на Олимпийских играх в один и тот же год. Впоследствии в программу была добавлена ещё одна дисциплина — командная эстафета, где мужчины, женщины и пары от одной страны стартуют по очереди сразу друг за другом, и их время суммируется в итоговый результат. Впервые командные соревнования прошли на Олимпийских играх 2014 года в Сочи.
По количеству завоёванных наград безоговорочно лидируют немецкие спортсмены, сборные Германии, ФРГ и ГДР выиграли в общей сложности 75 медалей из 129 разыгранных. Догоняющими являются команды Австрии и Италии, взявшие девятнадцать и семнадцать медалей соответственно. Наиболее титулованный спортсмен — немец Георг Хакль, трижды олимпийский чемпион и дважды серебряный призёр. Шесть медалей в одноместных санях выиграл итальянец Армин Цоггелер, у него два золота, одно серебро и две бронзы, что делает его рекордсменом в истории как зимних, так и летних Олимпийских игр по количеству наград в одной и той же личной дисциплине.

## Призёры

### Одноместные сани (мужчины)
| Дисциплина                        | Золото                                      | Серебро                                      | Бронза                                     |
| 1964 Инсбрук см. подробнее        | Томас Кёлер Объединённая германская команда | Клаус Бонзак Объединённая германская команда | Ханс Пленк Объединённая германская команда |
| 1968 Гренобль см. подробнее       | Манфред Шмид Австрия                        | Томас Кёлер ГДР                              | Клаус Бонзак ГДР                           |
| 1972 Саппоро см. подробнее        | Вольфганг Шайдель ГДР                       | Харальд Эрих ГДР                             | Вольфрам Фидлер ГДР                        |
| 1976 Инсбрук см. подробнее        | Детлеф Гюнтер ГДР                           | Йозеф Фендт ФРГ                              | Ханс Ринн ГДР                              |
| 1980 Лейк-Плэсид см. подробнее    | Бернхард Гласс ГДР                          | Пауль Хильдгартнер Италия                    | Антон Винклер ФРГ                          |
| 1984 Сараево см. подробнее        | Пауль Хильдгартнер Италия                   | Сергей Данилин СССР                          | Валерий Дудин СССР                         |
| 1988 Калгари см. подробнее        | Йенс Мюллер ГДР                             | Георг Хакль ФРГ                              | Юрий Харченко СССР                         |
| 1992 Альбервиль см. подробнее     | Георг Хакль Германия                        | Маркус Прок Австрия                          | Маркус Шмидт Австрия                       |
| 1994 Лиллехаммер см. подробнее    | Георг Хакль Германия                        | Маркус Прок Австрия                          | Армин Цёггелер Италия                      |
| 1998 Нагано см. подробнее         | Георг Хакль Германия                        | Армин Цёггелер Италия                        | Йенс Мюллер Германия                       |
| 2002 Солт-Лейк-Сити см. подробнее | Армин Цёггелер Италия                       | Георг Хакль Германия                         | Маркус Прок Австрия                        |
| 2006 Турин см. подробнее          | Армин Цёггелер Италия                       | Альберт Демченко Россия                      | Мартиньш Рубенис Латвия                    |
| 2010 Ванкувер см. подробнее       | Феликс Лох Германия                         | Давид Мёллер Германия                        | Армин Цёггелер Италия                      |
| 2014 Сочи см. подробнее           | Феликс Лох Германия                         | Альберт Демченко Россия                      | Армин Цёггелер Италия                      |
| 2018 Пхёнчхан см. подробнее       | Давид Гляйршер Австрия                      | Кристофер Маздзер США                        | Йоханнес Людвиг Германия                   |
| 2022 Пекин см. подробнее          | Йоханнес Людвиг Германия                    | Вольфганг Киндль Австрия                     | Доминик Фишналлер Италия                   |

### Одноместные сани (женщины)
| Дисциплина                        | Золото                                           | Серебро                                       | Бронза                       |
| 1964 Инсбрук                      | Ортрун Эндерляйн Объединённая германская команда | Ильзе Гайслер Объединённая германская команда | Хелена Турнер Австрия        |
| 1968 Гренобль                     | Эрика Лехнер Италия                              | Криста Шмук ФРГ                               | Ангелика Дюнхаупт ФРГ        |
| 1972 Саппоро                      | Анна-Мария Мюллер ГДР                            | Уте Рюрольд ГДР                               | Маргит Шуман ГДР             |
| 1976 Инсбрук                      | Маргит Шуман ГДР                                 | Уте Рюрольд ГДР                               | Элизабет Демляйтнер ФРГ      |
| 1980 Лейк-Плэсид                  | Вера Зозуля СССР                                 | Мелитта Зольман ГДР                           | Ингрида Амантова СССР        |
| 1984 Сараево                      | Штеффи Мартин ГДР                                | Беттина Шмидт ГДР                             | Уте Вайсс ГДР                |
| 1988 Калгари                      | Штеффи Вальтер ГДР                               | Уте Оберхофнер ГДР                            | Церстин Шмидт ГДР            |
| 1992 Альбервиль                   | Дорис Нойнер Австрия                             | Ангелика Нойнер Австрия                       | Зузи Эрдман Германия         |
| 1994 Лиллехаммер                  | Герда Вайсенштайнер Италия                       | Зузи Эрдман Германия                          | Андреа Тагверкер Австрия     |
| 1998 Нагано см. подробнее         | Зильке Краусхар Германия                         | Барбара Нидернхубер Германия                  | Ангелика Нойнер Австрия      |
| 2002 Солт-Лейк-Сити см. подробнее | Зильке Отто Германия                             | Барбара Нидернхубер Германия                  | Зильке Краусхар Германия     |
| 2006 Турин см. подробнее          | Зильке Отто Германия                             | Зильке Краусхар Германия                      | Татьяна Хюфнер Германия      |
| 2010 Ванкувер см. подробнее       | Татьяна Хюфнер Германия                          | Нина Райтмайер Австрия                        | Натали Гайзенбергер Германия |
| 2014 Сочи см. подробнее           | Натали Гайзенбергер Германия                     | Татьяна Хюфнер Германия                       | Эрин Хэмлин США              |
| 2018 Пхёнчхан см. подробнее       | Натали Гайзенбергер Германия                     | Даяна Айтбергер Германия                      | Алекс Гоф Канада             |
| 2022 Пхёнчхан см. подробнее       | Натали Гайзенбергер Германия                     | Анна Беррайтер Германия                       | Татьяна Иванова ОКР          |

### Двухместные сани (мужчины)
| Дисциплина                        | Золото                                       | Серебро                                   | Бронза                                              |
| 1964 Инсбрук                      | Йозеф Файстмантль и Манфред Штенгль Австрия  | Райнхольд Зенн и Хельмут Талер Австрия    | Вальтер Аусендорфер и Зигисфредо Майр Италия        |
| 1968 Гренобль                     | Клаус Бонзак и Томас Кёлер ГДР               | Манфред Шмид и Эвальд Вальх Австрия       | Вольфганг Винклер и Фриц Нахман ФРГ                 |
| 1972 Саппоро                      | Хорст Хёрнляйн и Райнхард Бредов ГДР         | —                                         | Клаус Бонзак и Вольфрам Фидлер ГДР                  |
| 1972 Саппоро                      | Пауль Хильдгартнер и Вальтер Пляйкнер Италия | —                                         | Клаус Бонзак и Вольфрам Фидлер ГДР                  |
| 1976 Инсбрук                      | Ханс Ринн и Норберт Хан ГДР                  | Ханс Бранднер и Бальтазар Шварм ФРГ       | Рудольф Шмид и Франц Шахнер Австрия                 |
| 1980 Лейк-Плэсид                  | Ханс Ринн и Норберт Хан ГДР                  | Петер Гшнитцер и Карл Бруннер Италия      | Георг Флуккингер и Карл Шротт Австрия               |
| 1984 Сараево                      | Ханс Штангассингер и Франц Вембахер ФРГ      | Евгений Белоусов и Александр Беляков СССР | Йорг Хофман и Йохен Пицш ГДР                        |
| 1988 Калгари                      | Йорг Хофман и Йохен Пицш ГДР                 | Штефан Краусе и Ян Берендт ГДР            | Томас Шваб и Вольфганг Штаудингер ФРГ               |
| 1992 Альбервиль                   | Штефан Краусе и Ян Берендт Германия          | Ивес Манкель и Томас Рудольф Германия     | Хансйорг Рафль и Норберт Хубер Италия               |
| 1994 Лиллехаммер                  | Курт Бруггер и Вильфрид Хубер Италия         | Хансйорг Рафль и Норберт Хубер Италия     | Штефан Краусе и Ян Берендт Германия                 |
| 1998 Нагано                       | Штефан Краусе и Ян Берендт Германия          | Крис Торп и Гордон Шир США                | Марк Гримметт и Брайан Мартин США                   |
| 2002 Солт-Лейк-Сити см. подробнее | Патрик Ляйтнер и Александер Реш Германия     | Марк Гримметт и Брайан Мартин США         | Крис Торп и Клэй Айвз США                           |
| 2006 Турин см. подробнее          | Андреас Лингер и Вольфганг Лингер Австрия    | Андре Флоршюц и Торстен Вустлих Германия  | Герхард Планкенштайнер и Освальд Хазельридер Италия |
| 2010 Ванкувер см. подробнее       | Андреас Лингер и Вольфганг Лингер Австрия    | Андрис Шицс и Юрис Шицс Латвия            | Патрик Ляйтнер и Александер Реш Германия            |
| 2014 Сочи см. подробнее           | Тобиас Вендль и Тобиас Арльт Германия        | Андреас Лингер и Вольфганг Лингер Австрия | Андрис Шицс и Юрис Шицс Латвия                      |
| 2018 Пхёнчхан см. подробнее       | Тобиас Вендль и Тобиас Арльт Германия        | Петер Пенц и Георг Фишлер Австрия         | Тони Эггерт и Саша Бенеккен Германия                |
| 2022 Пекин см. подробнее          | Тобиас Вендль Тобиас Арльт Германия          | Тони Эггерт Саша Бенеккен Германия        | Томас Штой Лоренц Коллер Австрия                    |

### Смешанная эстафета
| Игры                        | Золото                                                                          | Серебро                                                                                | Бронза                                                                    |
| 2014 Сочи см. подробнее     | Германия · Натали Гайзенбергер · Феликс Лох · Тобиас Вендль / Тобиас Арльт      | Россия · Татьяна Иванова · Альберт Демченко · Александр Денисьев / · Владислав Антонов | Латвия · Элиза Тирума · Мартиньш Рубенис · Андрис Шицс / Юрис Шицс        |
| 2018 Пхёнчхан см. подробнее | Германия · Натали Гайзенбергер · Йоханнес Людвиг · Тобиас Вендль / Тобиас Арльт | Канада · Алекс Гоф · Самуэль Эдни · Тристан Уокер / Джастин Снит                       | Австрия · Мадлен Эгле · Давид Гляйршер · Петер Пенц / Георг Фишлер        |
| 2022 Пекин см. подробнее    | Германия · Натали Гайзенбергер · Йоханнес Людвиг · Тобиас Вендль / Тобиас Арльт | Австрия · Вольфганг Киндль · Мадлен Эгле · Томас Штой / Лоренц Коллер                  | Латвия · Элиза Тирума · Кристерс Апарйодс · Мартиньш Ботс / Робертс Плуме |